# Beverloo
Beverloo (în neerlandeză Beverlo) este o secțiune a orașului belgian Beringen situată în Regiunea Flamandă, în provincia Limburg. Beverloo este fostul său nume neerlandez, încă folosit în limba franceză.
A fost o comună de sine stătătoare înainte de fuziunea comunelor din 1977.
Aici se afla tabăra Beverloo, înainte ca, în 1850, aceasta și satul care se formase chiar lângă ea să fie detașate pentru a forma o nouă comună, Leopoldsburg. Heppen făcea, de asemenea, parte din Beverloo.
Satul este situat la 23 de kilometri nord-vest de Hasselt.

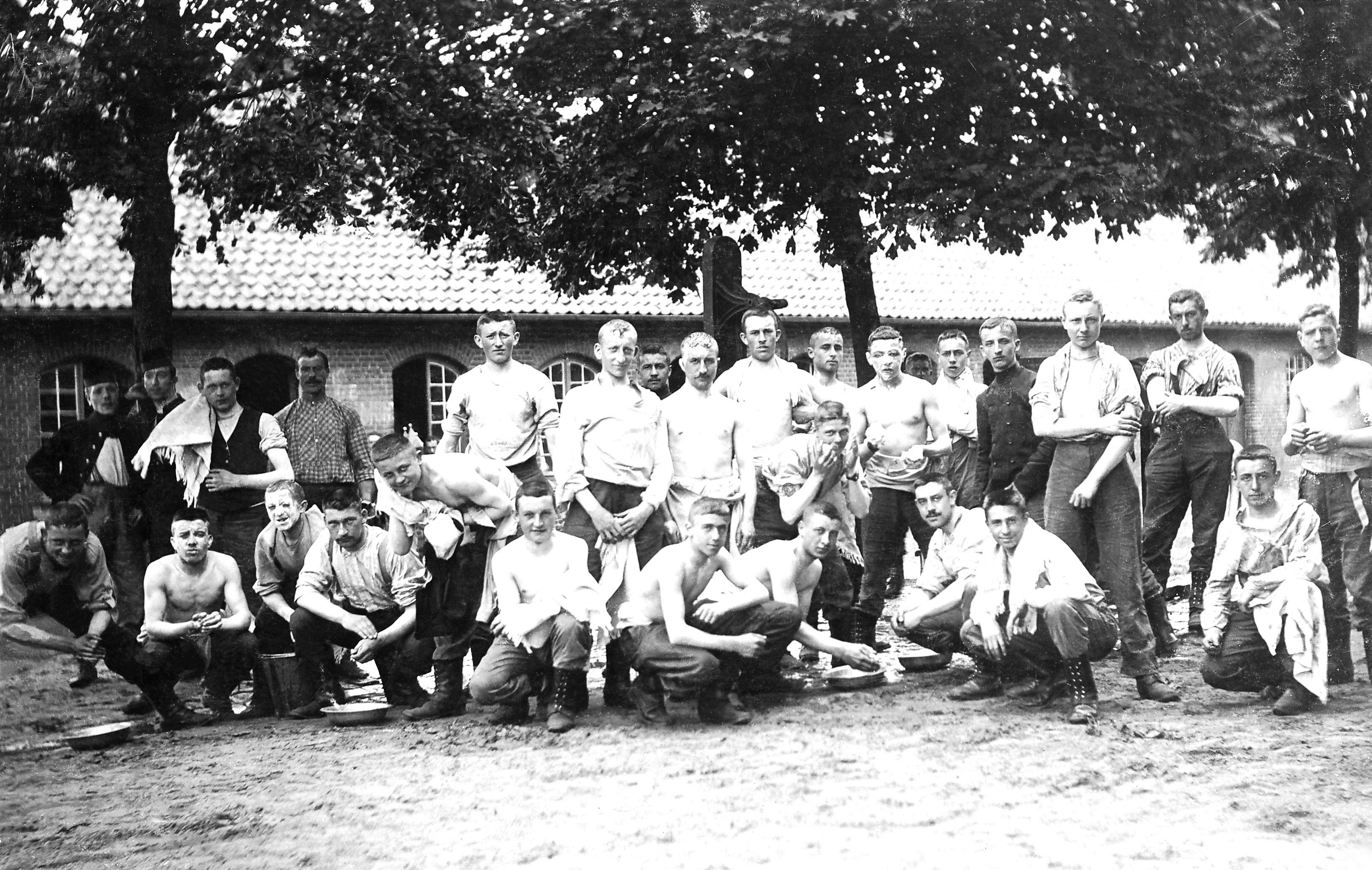
Convocați la tabăra din 1907

## Demografie
- Surse: INS, www.limburg.be și Orașul Beringen
- 1850: Cătunele Leopoldsburg și Heppen se separă formând comune noi